# أندرو غامبل
أندرو غامبل (بالإنجليزية: Andrew Gamble)‏ هو عالم سياسة وكاتب بريطاني، ولد في 15 أغسطس 1947.